# 加拿大財政部
加拿大財政部（英語：Department of Finance Canada）是加拿大聯邦政府负责财政事务的行政部门，位於渥太華。

## 机构设置
加拿大财政部设置下列机构：

### 内设机构
- 经济和财政政策司
- 经济发展与企业融资司
- 联邦－省关系和社会政策司
- 金融部门政策司
- 国际贸易和金融司
- 税收政策司
- 法务司
- 公司服务司
- 协商和通信司

### 所属机构
- 加拿大銀行
- 首都采购计划投资委员会（英语：CPP Investment Board）
- 金融机构监管办公室（英语：Office of the Superintendent of Financial Institutions）
- 加拿大金融消费者局（英语：Financial Consumer Agency of Canada）
- 加拿大金融交易与报告分析中心（英语：Financial Transactions and Reports Analysis Centre of Canada）
- 加拿大存款保险公司（英语：Canada Deposit Insurance Corporation）
- 加拿大发展投资公司（英语：Canada Development Investment Corporation）
- 皇家加拿大鑄幣廠
- 加拿大政府和社会资本合作局（英语：Public-private partnerships in Canada）

## 外部連結
- 加拿大財政部（页面存档备份，存于）